# Saluto militare

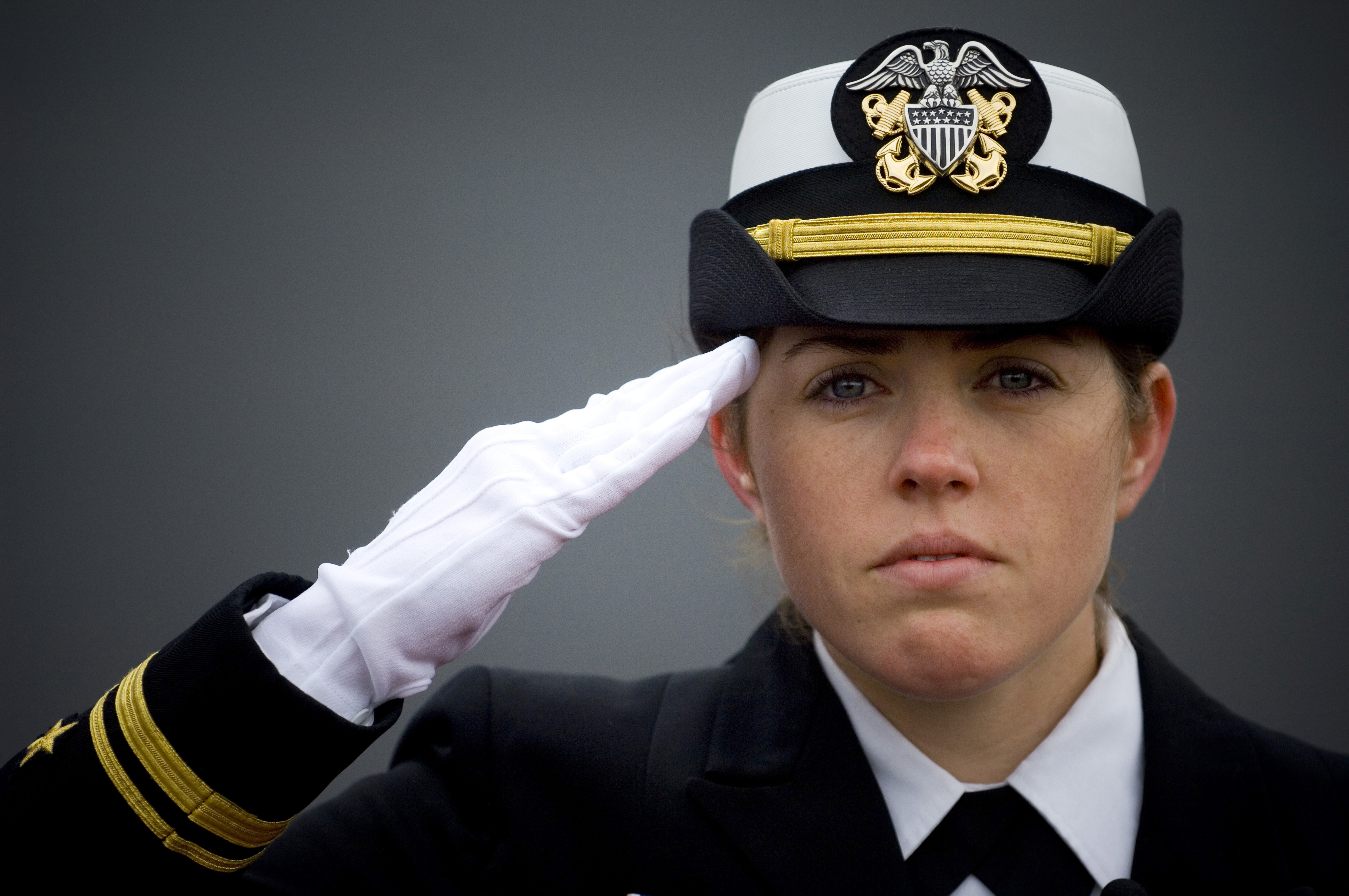
Un tenente della United States Navy esegue il saluto militare.

Il saluto militare, utilizzato in tutto il mondo, consiste nel portare rapidamente e rigidamente la mano destra tra l'arcata sopracciliare destra e la tempia, tenendo il braccio esteso verso destra in posizione orizzontale. Ci sono alcune varianti di posizionamento della mano nelle varie armate nel mondo (vedi la pagina nelle altre lingue).
In Italia è usato da tutti i corpi militari presenti: Arma dei Carabinieri, Guardia di Finanza, Esercito, Marina Militare, Aeronautica Militare e Corpo Militare della Croce Rossa Italiana oltre che da alcuni corpi civili: Polizia di Stato, Polizia Penitenziaria, Polizia locale, Corpo Nazionale dei Vigili del Fuoco.

## Origini

### L'origine romana
Sulla base di raffigurazioni artistiche e descrizioni letterarie, diversi storici sono giunti alla conclusione che l'antico saluto militare dei romani (salutatio militaris) fosse pressoché analogo a quello moderno. Consisteva cioè nel portare la mano destra (dextera) all'altezza dell'elmo.

### L'origine medievale
Una delle versioni più plausibili sul gesto di portarsi la mano alla fronte deriva dal fatto che durante il Medioevo in Europa i soldati indossavano le armature, elmi compresi, e per farsi riconoscere dai propri superiori o dai loro stessi alleati si portavano la mano sulla fronte nell'atto di alzare la celata, ossia la visiera dell'elmo. Tale gesto rimase in uso anche dopo la dismissione delle armature e degli elmi classici.
Un'altra versione riferisce che il gesto di portare la mano al capo richiami quello dei cavalieri medievali che, prima di affrontare l'avversario, chinavano la visiera, anche in omaggio al nemico che avevano di fronte: infatti nell'esercito italiano durante il cosiddetto "saluto al basco" la mano si tiene rigidamente distesa ma leggermente inclinata in avanti, proprio a richiamare la visiera dell'elmo che si chiude.
C'è da aggiungere che a quell'epoca, visto che nella maggior parte dei casi gli eserciti erano composti da più gruppi non regolari di truppe create o assoldate dai signori o nobili feudali, che combattevano per i loro interessi territoriali locali o su richiesta dei regnanti o imperatori, le armature o gli stendardi di riconoscimento non erano uniformi come sono state in seguito le divise tipiche dei corpi delle forze armate, ed i pochi fregi o simboli di riconoscimento erano poco visibili in lontananza. Inoltre come per il saluto civile ovvero la stretta di mano destra, alzare la mano alla fronte simboleggiava un gesto di pace in quanto la spada si teneva con la destra, "impegnare" la mano destra simboleggia la volontà di non combattere o infierire, quindi un saluto di pace.

### L'origine moderna
Secondo altre fonti esso farebbe data dalla fine del Settecento. Sino a quel periodo, infatti, il militare di fronte al superiore usava levarsi il copricapo, come nel mondo civile. Tuttavia a partire da quel periodo i copricapi diventarono sempre più voluminosi e dovevano essere assicurati al portatore con soggoli o cinghie che rendevano laborioso, difficoltoso e, in ultima analisi, poco proponibile, il gesto di scoprirsi la testa in segno di deferenza. Prese quindi piede il mero accenno a questo e, di conseguenza il saluto venne a poco a poco a formalizzarsi nell'esecuzione, sino a differenziarsi da analoghi gesti del mondo civile.